# گمینا کوابوتسک
گمینا کوابوتسک (به لهستانی:  Gmina Kłobuck) یک گمینا در لهستان است که در شهرستان کوابوتسک واقع شده‌است. گمینا کوابوتسک ۱۳۰٫۴ کیلومتر مربع مساحت و ۲۰٬۳۷۱ نفر جمعیت دارد.

## خواهرخوانده
شهر شتوروو خواهرخواندهٔ گمینا کوابوتسک هست.